# Vardariotas
Los vardariotas (en griego: Βαρδαριῶται, Vardariotai), fueron un grupo étnico y territorial (probablemente de origen magiar) en el tardío Imperio bizantino, que proporcionaron un regimiento de guardias de palacio durante los siglos xii y xiii.
El origen exacto y la naturaleza de los vardariotas son inciertos. El nombre aparece por primera vez en el siglo X, cuando el obispado de los «vardariotas» o «turcos» es mencionado como sujeto a la diócesis de Tesalónica. A mediados del siglo XIV el escritor Pseudo-Codinos los llama «persas» por raza (un típico anacronismo bizantino para «turcos»), y recuerda que fueron asentados en el valle del río Vardar por un emperador desconocido. En ambos casos, sin embargo, «turcos» probablemente implica a los magiares, que fueron llamados «turcos» por los bizantinos en los siglos x y xi. Por lo tanto, parece que los vardariotas fueron magiares establecidos en Macedonia en el siglo X, y que se habían convertido al cristianismo a finales del mismo siglo.
Para el siglo XII, los vardariotas, con su identidad magiar ya mucho más diluida, estaban siendo reclutados en el ejército bizantino, y, posteriormente durante la última parte del reinado de Manuel I Comneno, se fueron formando en un distinto regimiento de la guardia de palacio. Sus funciones sin embargo, al menos en el período Paleólogo, parecen haber sido solo una fuerza policial más que una unidad militar: Pseudo-Codinos no los cataloga como guardias, solo como el personal de palacio, sin armas, y afirma que su deber era «mantener a la gente ordenada» durante las ceremonias. A diferencia de los miembros armados de la guardia varega y el regimiento de los paramonas, ellos estaban equipados sólo con un látigo (el manglabion) y un bastón (el dekanikion). Codinos también registra que llevaban como distintivos uniformes rojos y un gorro «persa» llamado angouroton («con forma de pepino»), y que el látigo, colgado en el cinturón, era su símbolo. Esta última referencia ha llevado a la hipótesis de que los vardariotas fueron la sustitución de los manglabitas, la guardia personal del emperador bizantino. Fueron comandados por un primicerio, sancionado primero en el año 1166. El historiador del siglo XIII Jorge Acropolita añade que los vardariotas acompañaban al emperador a su campamento militar, mientras estaba en campaña.